# Eduard Dyckerhoff
Eduard Eugen Dyckerhoff (* 3. Mai 1878 in Wiesbaden-Biebrich; † 1948) war ein deutscher Unternehmer.

## Leben
Eduard Dyckerhoff wurde als Sohn des Unternehmers Gustav Dyckerhoff (1838–1923) und dessen Ehefrau Luise Emilie Helmreich geboren und war ein Enkel des Gründers der Dyckerhoff Zementwerke.

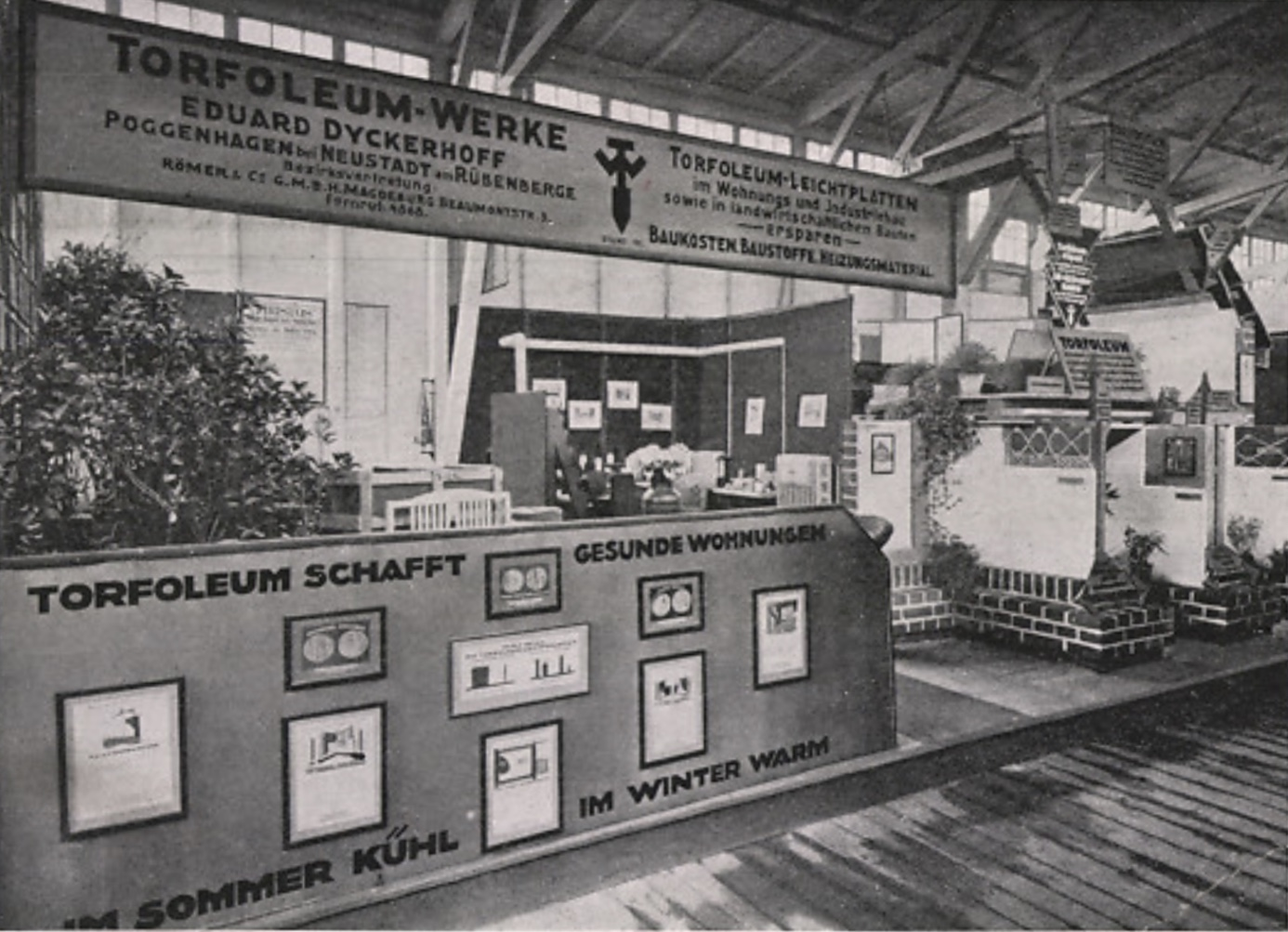
Stand des Torfoleum-Werks auf einer Messe in Magdeburg, 1922

Nach seiner Schul- und Berufsausbildung (Ingenieurstudium) übernahm Eduard 1906 die Torfstreufabrik von Oscar Joch im Toten Moor bei Neustadt am Rübenberge. Am 21. Januar 1908 gründete er die Firma „Torfverwertung 'Poggenmoor' Eduard Dyckerhoff GmbH“ und kaufte vom preußischen Staat eine große Fläche Moorland zur Abtorfung und späteren Kultivierung. Nachdem die Fabrik im Jahr 1911 abbrannte, errichtete Eduard in Poggenhagen ein neues Werk mit gleichem Namen.
In den Zeiten der Inflation 1923 gab Eduard eigenes Notgeld heraus.
Eduard musste Kriegsdienst leisten und war Rittmeister (Oberleutnant).
1925 begann die Herstellung von Holzwolle-Leichtbauplatten, die in Zement gebunden waren und im Volksmund Sauerkrautplatten genannt wurden. 1929 gründete Eduard die  Alfol‐Dyckerhoff GmbH.
Er lebte zuletzt auf Schloss Blumenau bei Wunstorf.
Nach seinem Tod wurden seine Firmen von einer Erbengemeinschaft übernommen, die 1953 in der Eduard Dyckerhoff GmbH zusammengefasst wurden.

## Ehrungen
1926 Ernennung zum Dr. h. c. durch die Technische Hochschule Braunschweig